# Sélim III
Pour les articles homonymes, voir Selim (homonymie).
 (septembre 2015).
Si vous disposez d'ouvrages ou d'articles de référence ou si vous connaissez des sites web de qualité traitant du thème abordé ici, merci de compléter l'article en donnant les références utiles à sa vérifiabilité et en les liant à la section « Notes et références ».
Sélim III (turc ottoman : سليم ثالث Selīm-i sālis) (né le 24 décembre 1761 – exécuté sommairement le 28 juillet 1808) est sultan de l'Empire ottoman et calife de l’islam du 7 avril 1789 au 29 mai 1807.

## Biographie

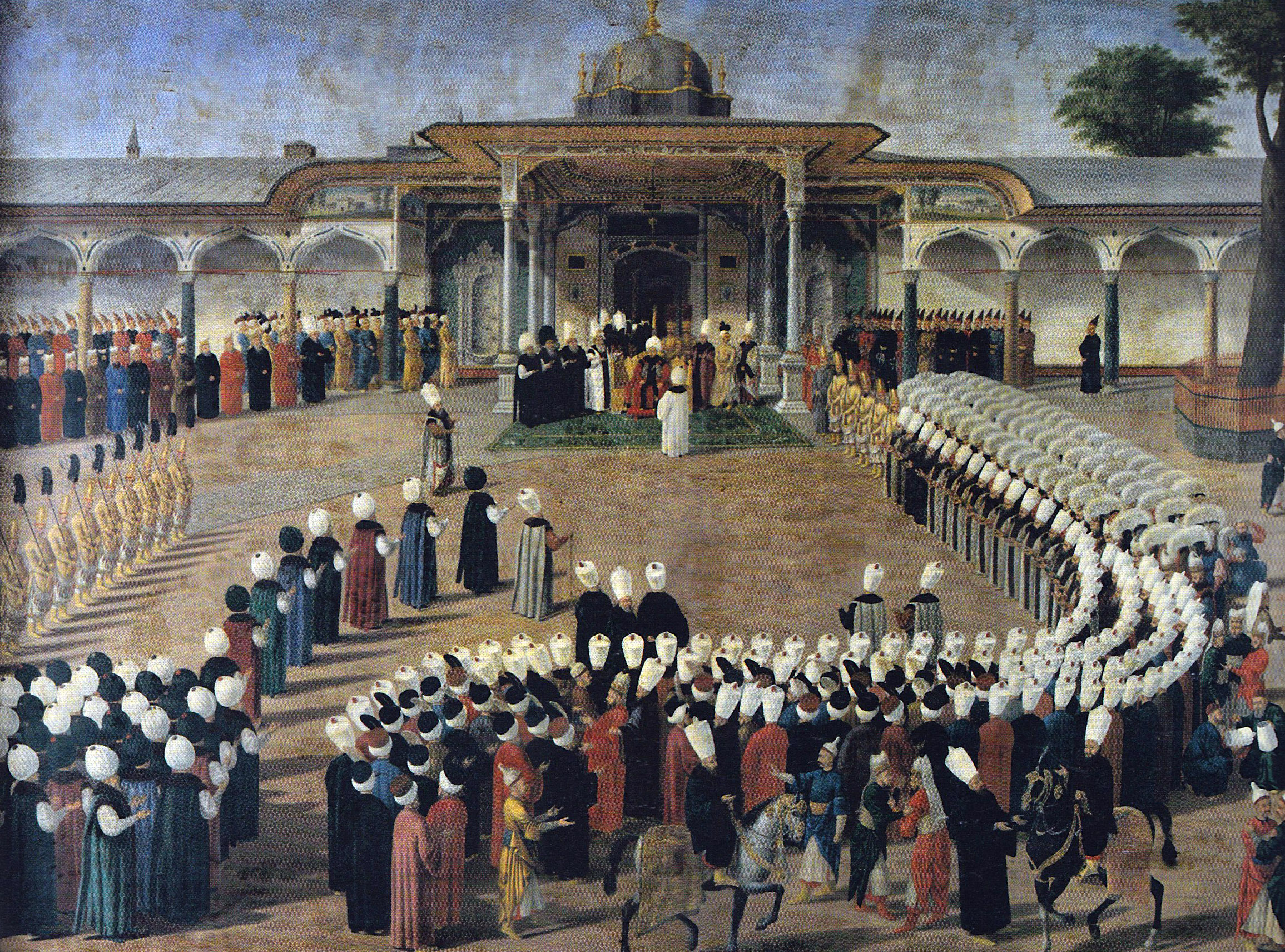
Sélim III reçoit les dignitaires à la Porte de la Félicité, palais de Topkapi.

### Une politique volontariste de réformes internes
Sélim III est le fils de Moustafa III et succède à son oncle Abdülhamid Ier.
Le talent et l'énergie dont est doté Sélim III le font aimer de son peuple, et son accession au trône soulève de grands espoirs. Dès les premières années de son règne, Sélim prend la mesure des périls intérieurs et extérieurs menaçant l'empire : à l'intérieur son autorité est mise à mal à la fois par les janissaires, mais aussi par les oulémas, hostiles à son programme de réforme. Un des émissaires de Sélim, Constantin d'Ohsson, rentre de Paris en 1792, et remet au souverain un rapport sur l'état d'avancement des nouvelles techniques militaires européennes. Ce rapport met obliquement en lumière l'aspect archaïque de l'armée ottomane, toujours sous contrôle des janissaires. Prenant en compte l'importance de ce rapport et conscient de la faiblesse de l'armée, il crée en 1794 un nouveau corps, le Nizam-i Djédid (en français « la nouvelle organisation ») destiné à pallier les carences des janissaires, rétifs aux réformes. Sélim fait appel à un grand nombre d'instructeurs militaires étrangers, notamment français. Parallèlement à cette innovation, il met en place un système de conscription pour les Eyalets anatoliens de l'empire. Sur le plan intérieur, il doit faire face aux défis lancés à l'autorité de Constantinople : insurrection des Serbes (1803) conduits par Georges Petrović, Ali Pacha de Janina, devenu quasiment indépendant en Épire ou encore Saoud ben Abdelaziz ben Mohammed (en), émir du Nejd converti au wahhabisme, qui arrache aux Ottomans les villes saintes de Médine et La Mecque.

### L'Empire dans le jeu diplomatique européen
Sélim recherche l'alliance des puissances étrangères et inaugure une politique extérieure ambitieuse et ouverte aux profonds changements qui secouent l'Europe dans la foulée de la Révolution française. C'est au début de son règne que se termine le conflit avec l'Autriche et la Russie, par le traité de Sistova (1791) pour l'Autriche et le traité d'Iași (1792) pour la Russie, qui lui donnent un répit. 
Curieux de ce qui se passe à l'extérieur de l'Empire, il est le premier souverain ottoman à ouvrir des ambassades permanentes dans les grandes capitales européennes. 
En effet, il n'est pas foncièrement hostile aux idées libérales et suit avec attention les mutations de la France révolutionnaire. 
Quand la première coalition contre la France se forme en 1792, les souverains européens invitent l'empire à se joindre à eux, ce que Sélim refuse. 
Alors que les souverains Européens - souvent apparentés au roi ou à la reine de France - s'indignent et se liguent contre la France révolutionnaire, l'exécution de Louis XVI inquiète également gravement Sélim mais ne le pousse pas pour autant à rompre les relations avec la France révolutionnaire. 
La rupture des relations franco-ottomanes intervient au moment de l'expédition d'Égypte en 1798 : alors que Sélim a choisi de ne pas répliquer au bombardement d'Alger et aux agressions françaises sur les côtes d'Afrique du Nord, le danger de voir l'Empire coupé en deux pousse Sélim à déclarer la guerre à la France. 
Consuls et commerçants français sont arrêtés et les avoirs et biens français gelés. 
L'Empire ottoman voit dans l'Angleterre un partenaire privilégié et un allié de poids pour neutraliser les risques qui menacent l'intégrité territoriale de l'Empire : après la défaite d'Aboukir et le siège de 1799, Selim négocie avec la Russie et l'Angleterre une convention tripartite contre la France interdisant toute paix séparée par deux des signataires, ce qui permet de contenir à la fois, les ambitions anglaises sur les possessions africaines et la poussée russe sur la Roumélie. L'appui anglais permet de chasser les français d'Égypte, ce qui se révèle presque superflu puisque la France et la Grande Bretagne signent en 1802 la Paix d'Amiens par laquelle la France et l'Angleterre lui restaurent son autorité sur les îles ioniennes, à Malte et en Égypte. La politique ambitieuse de Sélim semble donc porter ses fruits. Après cette paix, les relations franco-ottomanes se réchauffent, les avoirs français sont restaurés et Napoléon envoie le colonel Sebastiani dans l'empire avant de l'élever au titre d'Ambassadeur de France à Constantinople. Cependant, les tensions réapparaissent rapidement en Europe. Par la paix de Presbourg, l'Autriche se voit contrainte de céder ses possessions adriatiques à la France, et Sebastiani est envoyé à Constantinople pour convaincre l'Empire de s'engager avec la France contre la Russie. Par peur de représailles, Sélim adopte une prudente neutralité et décide de se focaliser sur les affaires internes de l'Empire. Sebastiani arrive tout de même à obtenir la destitution des princes de Moldavie et de Valachie, favorables à la Russie. Cette destitution met le feu aux poudres et la guerre avec les Russes reprend l'année suivante en 1806.

### Renversement et mort
Sélim est renversé par une révolte fomentée par les janissaires, soutenue par la frange conservatrice du gouvernement de la Sublime Porte et par les oulémas. Le Cheikh-ul-islam lance une fatwa contre Selim, qui en retour le destitue. Le 29 mai 1807, Selim est renversé après une série d'épreuves de force. Il est exécuté un an plus tard, le 28 juillet 1808. Sa mort violente, qui condamne à long terme sa politique de réformes, marque grandement son successeur indirect Mahmoud II, ce qui le poussera à utiliser la violence pour exterminer l'ordre des janissaires, qui étaient jusque-là un frein à la politique de réformes ottomane.
Apparemment stérile, il n'a aucune descendance.